# Sarai Aquil
Sarai Aquil là một thị xã và là một nagar panchayat của quận Kaushambi thuộc bang Uttar Pradesh, Ấn Độ.

## Nhân khẩu
Theo điều tra dân số năm 2001 của Ấn Độ, Sarai Aquil có dân số 15.719 người. Phái nam chiếm 54% tổng số dân và phái nữ chiếm 46%. Sarai Aquil có tỷ lệ 48% biết đọc biết viết, thấp hơn tỷ lệ trung bình toàn quốc là 59,5%: tỷ lệ cho phái nam là 55%, và tỷ lệ cho phái nữ là 39%. Tại Sarai Aquil, 16% dân số nhỏ hơn 6 tuổi.